# Lily Collins
Lily Collins (Guildford, Surrey, 18 de març de 1989) és una actriu, model i escriptora britànico-estatunidenca.

## Infantesa
Lily Jane Collins va néixer el 18 de març de 1989 a Guildford (Surrey), filla del músic anglès Phil Collins i de la seva segona esposa, Jill Tavelman, una estatunidenca que és l'expresidenta del Beverly Hills Women's Club. El seu avi matern era un immigrant canadenc jueu que durant molts anys va ser propietari d'una botiga de roba masculina a Beverly Hills (Califòrnia). Després del divorci dels seus pares el 1996, quan tenia set anys, Collins es va traslladar a Los Angeles amb la seva mare. Es va graduar a l'escola Harvard-Westlake i va assistir a la Universitat del Sud de Califòrnia, on va estudiar periodisme de difusió. Va ser presentada com a debutant al Bal des débutantes de París el 2007. Collins és la germana del músic Simon Collins i de l'actriu Joely Collins del primer matrimoni del seu pare, i té dos germanes més joves del tercer matrimoni del seu pare. Quan era adolescent, Collins va patir un trastorn alimentari que més tard va fer públic en el seu llibre, Unfiltered: No Shame, No Regrets, Just Me.

## Carrera
Collins va començar a actuar a l'edat de dos anys a la sèrie de la BBC Growing Pains. Quan era adolescent, Collins va escriure una columna, "NY Confidential", per a la revista britànica Elle Girl. També ha escrit per a Seventeen, Teen Vogue i Los Angeles Times. Va ser seleccionada per Chanel per portar un dels seus vestits al Bal des débutantes de 2007 a l'Hôtel de Crillon de París, que va aparèixer a la tercera temporada de la sèrie de televisió The Hills. Va ser escollida per la revista espanyola Glamour el 2008 com a model internacional de l'any i va aparèixer a la portada de la revista l'agost de 2009. Collins va cobrir les eleccions presidencials dels Estats Units de 2008 com a amfitrió de la sèrie de Nickelodeon Kids Pick the President. Va guanyar un premi Young Hollywood 2008 per la corresponent de catifa vermella més nova.

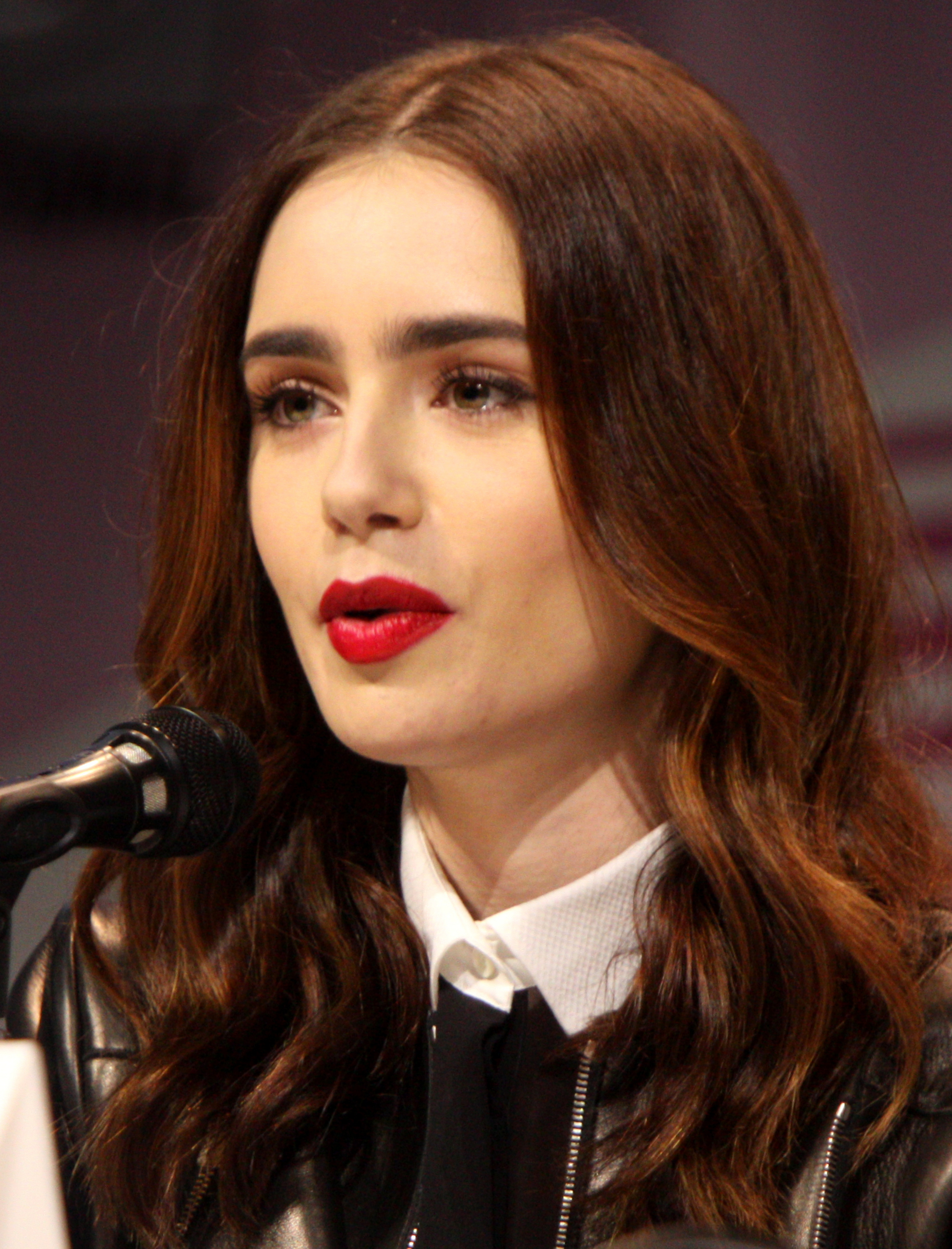
Collins a la WonderCon de 2013.

### 2009–2013
El 2009, Collins va aparèixer en dos episodis de la sèrie de drama adolescent 90210, incloent el final de la primera temporada. El 2009, Collins va coprotagonitzar la pel·lícula The Blind Side com a Collins Tuohy, filla del personatge de Sandra Bullock, Leigh Anne Tuohy. El 2011 va interpretar la filla del sacerdot guerrer Lucy en el thriller El sicari de Déu, davant de Paul Bettany. Va coprotagonitzar la pel·lícula d'acció de 2011 Sense sortida amb Taylor Lautner.
L'any següent, Collins va interpretar Blancaneu a Blancaneu, una adaptació del conte de fades La Blancaneu i els set nans, coprotagonitzada per Julia Roberts com la Reina Malvada. Va fer el seu debut com a cantant a la pel·lícula, interpretant una versió anglesa reescrita de "I Believe (in Love)". També el 2012, Collins va interpretar Samantha a Un hivern a la platja, protagonitzada per Jennifer Connelly, Logan Lerman i Greg Kinnear. Inicialment Collins va ser escollida com a protagonista en el remake de 2013 Possessió infernal, però es va retirar a causa d'un problema de programació.
Collins va interpretar Clary Fray a Caçadors d'ombres: Ciutat d'ossos, una adaptació cinematogràfica del primer llibre de Caçadors d'Ombres, escrit per Cassandra Clare. L'octubre de 2013, Collins va aparèixer en el vídeo musical de "City of Angels" de Thirty Seconds to Mars.

### 2014–2017
El 2014, Collins va interpretar Rosie Dunne en l'adaptació cinematogràfica Love, Rosie, al costat de Sam Claflin, escrita per Cecelia Ahern. Collins va tenir un paper protagonista com a l'aspirant a actriu Marla Mabrey, al costat d'Alden Ehrenreich, en la comèdia romàntica Rules Don't Apply (2016), del cineasta Warren Beatty, que també va protagonitzar com al multimilionari Howard Hughes. Quan la pel·lícula es va estrenar el mes de novembre, va rebre crítiques mixtes i només va recaptar 3,9 milions de dòlars contra el seu pressupost de 25 milions de dòlars. Malgrat això, pel seu paper com a Marla Mabrey, Collins va rebre la seva primera nominació al Globus d'Or a la millor actriu en sèrie de televisió musical o còmica en la 74è edició dels Globus d'Or.
El 2016, Collins va formar part d'un pilot produït per The Last Tycoon, basat en l'últim llibre de F. Scott Fitzgerald, The Last Tycoon. Va interpretar-hi Cecelia Brady, filla de Pat Brady, que va ser interpretat per Kelsey Grammer. Amazon va recollir-ne el pilot el 27 de juliol de 2016, però més tard va cancel·lar els seus plans per a una segona temporada el setembre de 2017.
El març de 2016, Collins es va unir a la pel·lícula de drama sobre l'anorèxia To the Bone en el paper principal, escrita i dirigida per Marti Noxon. La pel·lícula segueix a Ellen o Eli, una dona de 20 anys que pateix anorèxia nerviosa. Es va estrenar en competició al Festival de Cinema de Sundance el 22 de gener de 2017, com a aspirant a la competició dramàtica dels Estats Units. Es va estrenar a tot el món a Netflix el 14 de juliol de 2017. Quan la pel·lícula va ser estrenada per primera vegada a Netflix, hi va haver una certa controvèrsia sobre si la pel·lícula seria desencadenant per a aquells amb trastorns alimentaris.
Collins també va participar en la pel·lícula de Netflix Okja dirigida per Bong Joon-ho, juntament amb Jake Gyllenhaal i Tilda Swinton. La pel·lícula va competir per la Palma d'Or a la secció principal de la competició al Festival de Cinema de Canes de 2017 i va rebre una ovació de quatre minuts després de la seva estrena. Es va estrenar a Netflix el 28 de juny de 2017.
El 2017, es va fer públic que Els miserables seria adaptat per Andrew Davies com a minisèrie de la BBC dirigida per Tom Shankland i protagonitzada per Collins juntament amb Dominic West i David Oyelowo. Collins va interpretar-hi Fantine, una jove a París que és abandonada pel seu amant ric, obligant-la a cuidar del seu fill, Cosette, pel seu compte. Van començar a filmar la sèrie el febrer de 2018 a Bèlgica i al nord de França.

### 2018–actualitat
El 2019, Collins va coprotagonitzar amb Zac Efron el drama Extremely Wicked, Shockingly Evil and Vile, dirigit per Joe Berlinger. Hi interpreta Elizabeth Kendall, la xicota de Ted Bundy, que lluita per acceptar que la seva parella era un assassí en sèrie. La pel·lícula es va estrenar al Festival de Cinema de Sundance el 26 de gener. També aquell mateix any, Collins va coprotagonitzar com a Edith Tolkien, la xicota, musa i esposa de l'autor J. R. R. Tolkien, en el biopic Tolkien, amb Nicholas Hoult en el paper principal. El rodatge va començar l'octubre de 2017 i va acabar el desembre i es va estrenar el 10 de maig de 2019.
El 2020, Collins va protagonitzar al costat de Simon Pegg el thriller Inheritance dirigit per Vaughn Stein, i a Emily in Paris, una sèrie de televisió de Netflix sobre una jove estatunidenca treballant a París amb tot el xoc cultural que això comporta. Tot seguit va aparèixer a Mank, dirigida per David Fincher per Netflix.
Collins també forma part del repartiment de The Cradle, dirigida per Hope Dickinson Leach al costat de Jack O'Connell, i a Gilded Rage al costat de Christoph Waltz i Bill Skarsgård, produïda per Jake Gyllenhaal i dirigida per Charlie McDowell.

## Vida personal
A començaments del 2011 va tenir una relació amb l'actor Taylor Lautner, i ja a les acaballes del mateix any va anunciar, després d'acabar la seva relació amb Taylor Lautner el setembre, que tenia una relació amb Zac Efron, tot i que el juny del 2012 van anunciar la separació. Des de juliol del 2012 té una relació amb Jamie Campbell Bower, però va finalitzar al febrer del 2016.
El 2013 va afirmar que no li agrada parlar de les seves relacions públicament després de veure les dificultats causades per la cobertura mediàtica del divorci dels seus pares.
El setembre de 2020 va anunciar que estava compromesa amb el director de cinema i guionista estatunidenc Charlie McDowell.

## Filmografia

### Pel·lícules
| Any          | Títol                                      | Paper                   | Notes            |
| ------------ | ------------------------------------------ | ----------------------- | ---------------- |
| 2009         | The blind side: Un somni possible          | Collins Tuohy           |                  |
| 2011         | El sicari de Déu                           | Lucy Pace               |                  |
| 2011         | Sense sortida                              | Karen Murphy            |                  |
| 2012         | Blancaneu (Mirror Mirror)                  | Blancaneu               | [ 51 ]           |
| 2012         | Un hivern a la platja                      | Samantha Borgens        |                  |
| 2013         | The English Teacher                        | Halle Anderson          |                  |
| 2013         | Caçadors d'ombres: Ciutat d'ossos          | Clary Fray              |                  |
| 2014         | Love, Rosie                                | Rosie Dunne             |                  |
| 2016         | Rules Don't Apply                          | Marla Mabrey            |                  |
| 2017         | To the Bone                                | Ellen ("Eli")           |                  |
| 2017         | Okja                                       | Red                     |                  |
| 2018         | Here Comes the Grump                       | Princesa Dawn           | Veu              |
| 2019         | Extremely Wicked, Shockingly Evil and Vile | Elizabeth "Liz" Kendall |                  |
| 2019         | Tolkien                                    | Edith Bratt             | [ 52 ]           |
| 2020         | Inheritance                                | Lauren Monroe           |                  |
| 2020         | Mank                                       | Rita Alexander          | [ 53 ]           |
| 2022         | Windfall                                   | Esposa                  | També productora |
| Per anunciar | Halo of Stars                              | Misty Dawn              | Postproducció    |

### Televisió
| Any             | Títol                | Paper         | Notes                                             |
| --------------- | -------------------- | ------------- | ------------------------------------------------- |
| 2009            | 90210                | Phoebe Abrams | 2 episodis                                        |
| 2016–2017       | The Last Tycoon      | Cecelia Brady | Paper principal; 9 episodis                       |
| 2018–2019       | Les Misérables       | Fantine       | Minisèrie; 3 episodis                             |
| 2020–actualitat | Emily in Paris       | Emily Cooper  | Paper protagonista; 20 episodis, també productora |
| 2021            | Calls                | Camilla       | Veu en anglès, episodi: "The End"                 |
| 2021            | Curb Your Enthusiasm | Ella mateixa  | Episodi: "The Mormon Advantage"                   |